# Aeroport Santos Dumont
LAeroport Santos Dumont (Codi IATA: SDU / Codi OACI: SBRJ) és el segon major aeroport de la ciutat de Rio de Janeiro, Brasil, darrere de l'aeroport de Galeão. L'aeroport serveix enllaços regionals amb altres ciutats deBrasil, i antigament servia destinacions internacionals. L'Aeroport Santos Dumont està situat a només dos quilòmetres del centre de la ciutat. El nom de l'aeroport honora la figura d'Alberto Santos-Dumont, pioner de l'aviació. Actualment aquest aeroport és administrat per Infraero.